# Cheilotrichia (Empeda) alpina
Cheilotrichia (Empeda) alpina is een tweevleugelige uit de familie steltmuggen (Limoniidae). De soort komt voor in het Palearctisch gebied.